# Spock (obiekt astronomiczny)
Spock – nieoficjalna nazwa nadana obiektowi lub dwóm obiektom odkrytym w 2014 w gwiazdozbiorze Erydanu. Zaobserwowane przez Kosmiczny Teleskop Hubble’a wybuchy obiektu lub obiektów były około dziesięć razy słabsze od wybuchu supernowej, ale około 100 razy jaśniejsze od typowego wybuchu nowej. Dokładna natura obiektu i zaobserwowanego wybuchu nie jest jeszcze znana.

## Nazwa
Obiekt, lub obiekty, nie mają jeszcze żadnej oficjalnej nazwy. Astronomowie, którzy go opisali, nadali mu tymczasową nazwę Spock.

## Odkrycie
Obiekt został odkryty przez Kosmiczny Teleskop Hubble’a w 2014. Dwa osobne wybuchy zostały zarejestrowane w styczniu i sierpniu 2014. Odkrycia dokonano w ramach projektu, w trakcie którego Teleskop Hubble’a używa efektu soczewkowania grawitacyjnego do obserwacji galaktyk położonych za masywnymi gromadami galaktyk.

## Charakterystyka
Obiekt, lub obiekty, znajdują się w galaktyce odległej o około 7,8 miliardów lat świetlnych i położonej w gwiazdozbiorze Erydanu. Zaobserwowane wybuchy były około dziesięć razy słabsze od wybuchu typowej supernowej i około 100 razy silniejsze od typowego wybuchu nowej, obserwowana jasność wybuchów spadała gwałtownie w ciągu zaledwie dwóch tygodni, znacznie szybciej niż w przypadku supernowych. Żadne ze współcześnie znanych teorii ewolucji gwiazd nie potrafią wyjaśnić takich danych obserwacyjnych.
Zarejestrowano dwa takie wybuchy, ale nie wiadomo, czy dotyczą one jednego obiektu, czy dwóch osobnych zdarzeń. Pierwsze analizy danych wskazują na to, że były to dwa osobne wydarzenia.
Jedną z możliwych hipotez wyjaśniających obserwowaną moc wybuchu leżącą pomiędzy nową a supernową jest kilonowa, ale tym wybuchom towarzyszy gwałtowna emisja promieniowania rentgenowskiego, co w tym przypadku nie zostało zarejestrowane.
W momencie ogłoszenia wyników obserwacyjnych w 2015 dokładna natura tych wybuchów nie jest znana.